# Димитрис Итудис
Димитрис Итудис (грч. Δημήτρης Ιτούδης; Бер, 8. септембар 1970) грчки је кошаркашки тренер. Тренутно је тренер Хапоела из Тел Авива.

## Каријера

### Први кораци (1989—1999)
У жељи да што боље овлада основама кошаркашке игре, Итудис се 1989. године обрео у Загребу, гдје је, упоредо са студијама на Факултету за физичку културу, водио кошаркашке секције Младости и свог факултета.
Први професионални уговор потписао је са КК Загреб, гдје је, као помоћник Пепсија Божића, провео пет година (1990 — 1995).
Пут га је, потом, одвео у солунски ПАОК, гдје је био помоћник Жељку Лукајићу, да би у завршници сезоне 1995/96. обављао улогу в. д. првог тренера.
Наредну сезону (1996/97) опет је провео као помоћни тренер, овога пута у Паниониосу, да би, након тога, двије године (1997 — 1999) био први тренер нижеразредних клубова, Филипоса и МЕНТ-а.

### Сарадња са Обрадовићем (1999—2012)
На љето 1999. Итудис је добио понуду да се придружи стручном штабу Жељка Обрадовића који је управо био преузео вођење Панатинаикоса. За тринаест сезона, атински зелени су освојили прегршт трофеја. Били су, између осталог:
- 11х прваци Грчке,
- 7х победници Купа Грчке,
- 5х победници Евролиге

### Самостална каријера (2012—)
Након тринаест сезона у Панатинаикосу, Итудис је, баш као и Обрадовић, узео годину дана одмора, а онда се, на љето 2013. отиснуо у Турску. Ондје је водио Банвит из Бандирме, са којим је, на опште изненађење, заузео прво мјесто у регуларном дијелу ТБЛ-а. Касније је, ипак, заустављен у полуфиналу плеј-офа, али су га изврсна издања једне лимитиране екипе препоручила богатим европским клубовима, па је 2014. преузео улогу шефа стручног штаба московског ЦСКА, са задатком да их, коначно, доведе до европског трона.
То му, у првој сезони, није пошло за руком — Московљани су, у свом маниру, прокоцкали солидну предност против Олимпијакоса у полуфиналу фајнал-фора — па се морао задовољити трофејем у ВТБ лиги те признањем за најбољег тренера регионалне лиге.
У сезони 2015/16. ЦСКА је освојио Евролигу, након што је у финалу био бољи од Фенербахчеа, на чијој клупи сједи кум и бивши Итудисов учитељ - Жељко Обрадовић.

## Тренерска статистика

### Евролига
| Екипа       | Година   | ОУ  | П   | И  | П : И (%) | Исход                                      |
| ----------- | -------- | --- | --- | -- | --------- | ------------------------------------------ |
| ЦСКА Москва | 2014/15. | 30  | 26  | 4  | 0,867     | Треће место                                |
| ЦСКА Москва | 2015/16. | 29  | 24  | 5  | 0,828     | Првак Евролиге                             |
| ЦСКА Москва | 2016/17. | 35  | 26  | 9  | 0,743     | Треће место                                |
| ЦСКА Москва | 2017/18. | 36  | 27  | 9  | 0,750     | Пораз у утакмици за треће место            |
| ЦСКА Москва | 2018/19. | 36  | 29  | 7  | 0,806     | Првак Евролиге                             |
| ЦСКА Москва | 2019/20. | 28  | 19  | 9  | 0,750     | Прекинута сезона услед пандемије ковида 19 |
| ЦСКА Москва | 2020/21. | 39  | 27  | 12 | 0,692     | Пораз у утакмици за треће место            |
| Укупно      | Укупно   | 233 | 178 | 55 | 0,764     |                                            |

### ВТБ јунајтед лига
| Екипа       | Година   | ОУ | П  | И  | П : И (%) | Исход                                      |
| ----------- | -------- | -- | -- | -- | --------- | ------------------------------------------ |
| ЦСКА Москва | 2019/20. | 19 | 15 | 4  | 0,789     | Прекинута сезона услед пандемије ковида 19 |
| ЦСКА Москва | 2020/21. | 34 | 25 | 9  | 0,735     | Првак ВТБ јунајтед лиге                    |
| ЦСКА Москва | 2021/22. | 31 | 24 | 7  | 0,774     | Пораз у финалу                             |
| Укупно      | Укупно   | 84 | 64 | 20 | 0,762     |                                            |

## Лични живот
Ожењен је и има једну ћерку, Александру. Кум на вјенчању му је био Жељко Обрадовић. Био је у пријатељским односима и са Дудом Ивковићем и с још неколицином српских кошаркашких тренера и често истиче њихове заслуге за његову каријеру.
Поред матерњег грчког, говори енглески језик и српски језик.